# Tetraena gaetula

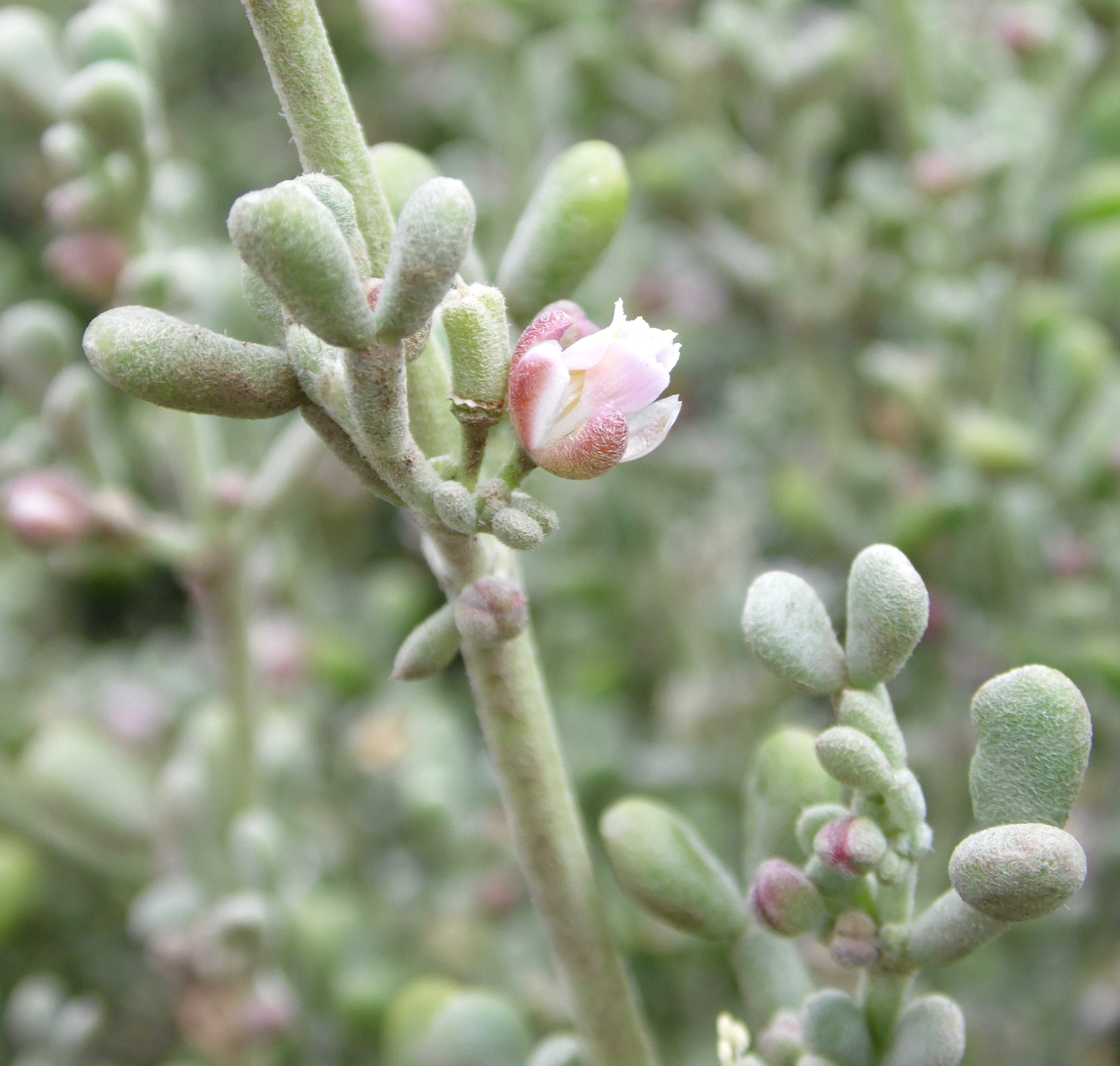
Tetraena gaetula.

Tetraena gaetula är en pockenholtsväxtart. Tetraena gaetula ingår i släktet Tetraena och familjen pockenholtsväxter.

## Underarter
Arten delas in i följande underarter:
- T. g. gaetula
- T. g. waterlotii